# 이재정 (성우)
이다금(1962년 5월 27일 ~ )은 대한민국의 배우(연기자)이며.성우이다. 1983년 KBS에 입사했으며, 현재는 KBS 18기이다. 한국방송 성우극회 소속.

## 주요 출연작품

### 애니메이션
- 닐스의 모험 (KBS) - 거위
- 로빈훗의 모험 (HBS) - 레이디
- 스피드 레이서 (SBS)

### 외화더빙
- 귀여운 여인 (SBS)
- 나의 아름다운 비밀 (SBS)
- 댄싱 히어로 (SBS)
- 도마단 (SBS)
- 더 야드 (SBS)
- 덤 앤 더머 (SBS) - J.P 쉐이 (카렌 더피)
- 데블스 오운 (SBS)
- 도브 (SBS)
- 라비린스 (SBS) - 사라 (제니퍼 코넬리)
- 러시아워(SBS) - 식당 종업원(라디아 룩)
- 리플레이스먼트 (SBS)
- 마지막 보이스카웃 (SBS) - 흑인 꼬마(데이빗 맥밀란)
- 마지막 황비홍 (SBS)
- 모스트 원티드 (KBS)
- 미믹 (KBS)
- 미션 임파서블 (SBS) - 한나 (잉게볼가 대쿠니트)
- 붉은 유혹 (KBS)
- 사랑과 미움의 교차로 (KBS)
- 샤베르 대령 (SBS)
- 세븐 (SBS) - 방송 앵커(비벌리 버크) / 기자(도미니크 제닝스)
- 숲 속의 눈동자 (KBS)
- 스위트 노벰버 (SBS)
- 스크림 3 (SBS) - 사라 (제니 매카시)
- 스타쉽 트루퍼스 (SBS)
- 스티븐 킹의 토미노커스 (KBS)
- 시암 선셋 (KBS) - 제인 (레베카 홉스)
- 스티븐 (SBS)
- 아름다운 세상을 위하여 (SBS)
- 야연 (SBS) - 시녀(소소산)
- 예수라 불리는 아이 (SBS) - 마르타(마리 데번)
- 유니버셜 솔져 (SBS)
- 위 워 솔저스 (SBS)  - 크랜들의 아내(벨러미 영)
- 이레이저 (SBS) - 간호사(캠린 맨하임)
- 장미의 전쟁 (KBS)
- 제8요일 (SBS)
- 젠 엑스 캅 (SBS) - 행사 사회자(종결남)
- 쥬라기 공원 2: 잃어버린 세계 (SBS)
- 지 아이 제인 (SBS)
- 취권 (SBS) - 황비홍의 조카(당정)
- 축복의 조건 (SBS)
- 캐치 미 이프 유 캔 (SBS) - 브렌다의 엄마(낸시 레네헌) / 프랑스어 대리 교사 / 항공사 직원
- 캠퍼스 대소동 (SBS)
- 콘택트 (SBS) - TV 방송 앵커(디디 마이어스)
- 큐브 2(SBS) - 레베카(그리어 켄트)
- 투명인간의 사랑 (SBS)
- 툼 레이더 2: 판도라의 상자 (SBS) - 조나단의 고객(엘리자베스 실)
- 특공대작전 (KBS) - 여성(앤 랭카스터)
- 페어 게임 (SBS)
- 포세이돈 어드벤처 (KBS)
- 포트리스 (KBS)
- 할로우 맨 (SBS) - 크레이머의 아내(마곳 로즈)

### 더빙 외화드라마
- 덩크슛 얄개들 (SBS) - 에이미
- 덩크슛 얄개들 2 (SBS) - 사만다
- 베이사이드 얄개들 2 (SBS) - 레이첼
- 칠협오의 (SBS) - 이옥후의 부인

배우활동
- 나의 부모님 (EBS)
- 대추나무 사랑걸렸네 (KBS)
- 배변호사,오변호사 (MBC)
- 사라비아 공화국 (KBS)
- 여인천하 (SBS) - 오상궁 역(140부)
- 이것이 인생이다 (KBS)
- 연극.   1 쥐덪  (주인공 몰리)1983년

```
   2 코리올레이너스  (2024년 9월 )
```

- 영화. 1.영웅들의눈물(2024년 10월2일 개봉)

```
       2.세하별
```

- 진행.   7080뮤직스테이션(2004년~2006년)